# Leymus ordensis
Leymus ordensis är en gräsart som beskrevs av Galina A. Peschkova. Leymus ordensis ingår i släktet strandrågssläktet, och familjen gräs. Inga underarter finns listade i Catalogue of Life.